# Izohieta

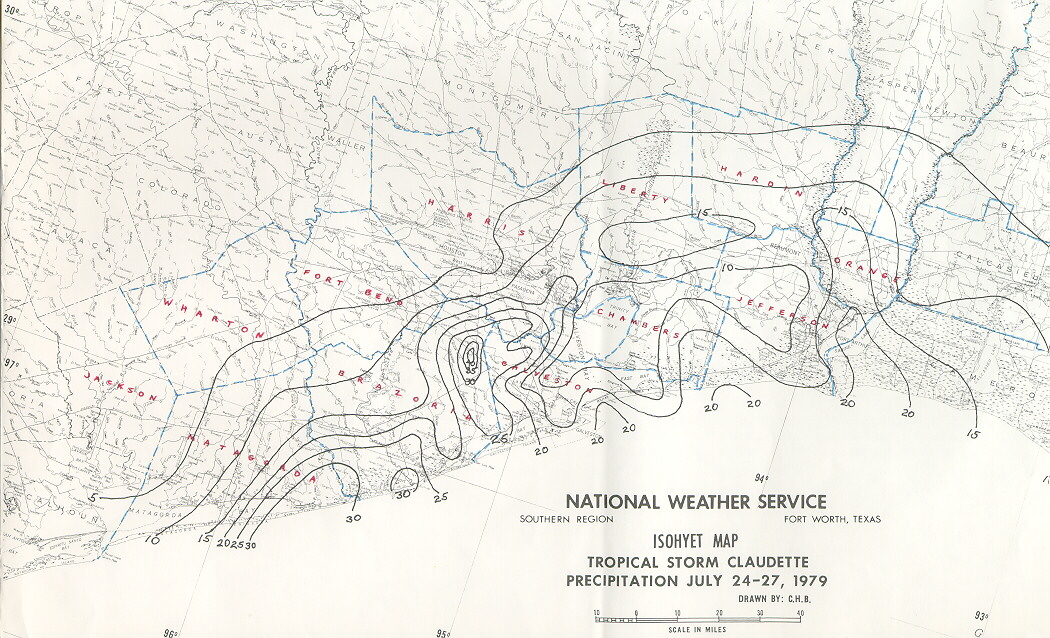
Izohiety

Izohieta – izolinia łącząca punkty na mapie klimatycznej o takich samych wartościach sum opadów atmosferycznych w danym okresie.
Wysokości opadów znane są dla określonych punktów – w miejscach lokalizacji stacji opadowych. Jeżeli na mapie, na której wyznaczone są miejsca położenia stacji opadowych zostaną wpisane wartości wysokości opadu i połączy się odpowiednio punkty jednakowych opadów, uzyskamy „warstwice” analogiczne do warstwic wysokości terenu dla [[Mapa topograficzna|map topograficznych]].
W stacjach opadowych, opady mają zwykle różną wartość. Aby wyznaczyć izohietę dla określonej wielkości opadu stosuje się odpowiednie metody. Przed wejściem do powszechnego stosowania techniki komputerowej były to metody oparte na wyznaczeniu stycznej do izohiety w określonych punktach umożliwiające odpowiednie połączenie w sposób ciągły tych punktów odpowiednio do wyznaczonych stycznych i w ten sposób wyznaczenie izohiety.
Wyznaczenie izohiety dla terenu górskiego wymaga zastosowania metody hipsometrycznej, która pozwala na uwzględnienie ukształtowania terenu, co w tym przypadku ma bardzo istotne znaczenie. Korzysta się przy tym z wyznaczonej wcześniej krzywej hipsometrycznej.